# Демків Дана Петрівна
Да́рія (Дана) Петрівна Демків (26 березня 1932, місто Любачів, зараз територія Польщі) — українська балетмейстерка, етнографка. Заслужена працівниця культури України. Керівниця всесвітньовідомого ансамблю танцю «Покуття». Почесна громадянка Коломиї. Акторка Коломийського театру від 1955 року до його закриття в 1962 році.

## Життєпис
Навчалася у Станіславському музичному училищі (нині Івано-Франківськ, 1951–53), Київському інституті театрального мистецтва (1953–55).
У 1956–63 рр. — артистка Коломийського українського драматичного театру ім. Я. Галана. 1963 року заснувала і відтоді очолювала при Коломийському міському Будинку культури танцювальний колектив (від 1973 — народний самодіяльний ансамбль танцю «Покуття») та студію бальних танців (діяла до 1969 р.).
Як хореографка співпрацювала з В. Симчичем під час постановки вистав «Запорожець за Дунаєм» С. Гулака-Артемовського, «Мати-наймичка», «Катерина» за Т. Шевченком, «Наталка Полтавка» І. Котляревського (усі — 1963–65, Коломийський міський самодіяльний театр). Здійснила постановку танців до вистави «Данило Галицький» за А. Хижняком (Івано-Франківський український музично-драматичний театр ім. І. Франка).
Створила низку сценічних версій українських народних танців «Тропачок», «Сербин», «Кокетка», «Коломийка», «Гордиянка», «Танець повноважних гостей», «Трапагун», «Гуцулка» та ін. Збирала й досліджувала фольклор Покуття, Гуцульщини, Буковини й Бойківщини.
Ролі: Валя («Шумить Дніпро» Д. Суптелі), Тата («Якірна площа» І. Штока), Фру Лінне («Нора, або Ляльковий дім» Г. Ібсена), Орися («Дальня луна» С. Голованівського), Елла («Сувора повість» Ф. Вольного), Надія («Камінь на дорозі» Д. Медведенка), Орися («Ключі до щастя» О. Корнієнка), Віолетта («День народження Терези» Г. Мдівані)..

## Книги
- Демків Д. Ярослав Чуперчук. Феномен гуцульської хореографії. — Коломия: Вік, 2001. — 168 с.

## Нагороди
- 2002 — Почесний громадянин міста Коломиї — за особисті заслуги художнього керівника самодіяльного Народного ансамблю «Покуття» у відродженні національно-культурних традицій в українській хореографії, її пропагандистську, педагогічну та громадську роботу, здобутки в дослідженні, вивченні покутського та гуцульського фольклору[2].
- 2003 — Почесна грамота Кабінету Міністрів України — за вагомий особистий внесок у розвиток української культури, високий професіоналізм[3].
- 2009 — Орден княгині Ольги ІІІ ступеня — за вагомий особистий внесок у збагачення національної культурно-мистецької спадщини, високу професійну майстерність та активну участь у проведенні Фестивалю мистецтв України[4].
- 2011 — Ювілейна медаль «20 років незалежності України» — за значний особистий внесок у соціально-економічний, науково-технічний та культурно-освітній розвиток Української держави, вагомі трудові здобутки та багаторічну сумлінну працю[5].
- 2012 — Грамота Коломийського міського голови — за багаторічну сумлінну працю, видатні особисті заслуги у відродженні, збереженні та популяризації національних традицій в галузі народного танцювального мистецтва та з нагоди 80-літнього ювілею[6]
- 2017 — Орден княгині Ольги ІІ ступеня — за значний особистий внесок у державне будівництво, соціально-економічний, науково-технічний, культурно-освітній розвиток України, вагомі трудові здобутки та високий професіоналізм[7].
- 2023 — Нагрудний знак Коломийського міського голови «За відданість громаді» — за багаторічну творчу працю, вагомий внесок у збереження, відтворення високохудожніх творів хореографічного мистецтва та з нагоди Всеукраїнського дня працівників культури та майстрів народного мистецтва[8].

- У 2012, 2021 та 2024 роках було призначено стипендію Івано-Франківського ОДА в галузі культури і мистецтв.[9][10][11]